# Џени Макарти
Џенифер Макарти Волберг (енгл. Jennifer McCarthy Wahlberg; Евергрин Парк, 1. новембар 1972) америчка је глумица, манекенка и телевизијска личност. Каријеру је започела 1993. као манекенка за часопис Playboy, а касније је проглашена за зечицу године. Потом је започела филмску и телевизијску каријеру, а прво је обављала посао водитељке емисије за MTV, док је затим глумила у филмовима Врисак 3 (2000) и Џон Такер мора да умре (2006).

## Детињство и младост
Рођена је 1. новембра 1972. године у Евергрин Парку, у Илиноису. Одрасла је у радничкој, католичкој породици. Има немачког, ирског и пољског. Одрасла је у Чикагу. Друга је од четири ћерки својих родитеља, те има сестре Линет, Џоану и Ејми. Рођака јој је глумица Мелиса Макарти. Њена мајка Линда била је домаћица и чуварка суднице, а отац Ден Мекарти бавио се прерадом челика.

## Филмографија

### Филм
| Улоге  |                        |               |              |          |
| Година | Српски назив           | Изворни назив | Улога        | Напомена |
| 2000.  | Врисак 3               |               | Сара Дарлинг |          |
| 2003.  | Мрак филм 3            |               | Кејти        |          |
| 2006.  | Џон Такер мора да умре |               | Лори         |          |

### Телевизија
| Улоге      |                         |               |                 |                           |
| Година     | Српски назив            | Изворни назив | Улога           | Напомена                  |
| 1996.      | Чувари плаже            |               | Ејприл Морела   | 1 епизода                 |
| 2003.      | Чари                    |               | Мици Стилман    | 1 епизода                 |
| 2003.      | Шта има ново, Скуби-Ду? |               | Марси (глас)    | 1 епизода                 |
| 2003.      | Нико није савршен       |               | Дани            | споредна улога; 3 епизоде |
| 2004.      | Хоуп и Фејт             |               | Менди Рандор    | 1 епизода                 |
| 2005.      | Шта волим код тебе      |               | Мишел           | 1 епизода                 |
| 2007−2011. | Два и по мушкарца       |               | Кортни          | споредна улога; 8 епизода |
| 2008.      | Улица Сезам             |               | себе            | 1 епизода                 |
| 2009.      | Чак                     |               | Силвија Аркулин | 1 епизода                 |